# Force arabe de dissuasion
 (octobre 2023).
La Force arabe de dissuasion (FAD) ou, si l'on veut traduire exactement de l'arabe leur nom original, les Forces arabes de dissuasion, fut créée par la Ligue arabe comme force d'intervention militaire au Liban.
Quelques mois après l'intervention de la Syrie au Liban le 1er juin 1976 à l'appel des milices chrétiennes, alors que la guerre du Liban s'aggrave, la Ligue arabe, après les sommets de Ryad et du Caire, constitue en octobre 1976, ces Forces arabes de dissuasion auxquelles contribuent des militaires syriens mais également des militaires originaires d'autres pays arabes dont l'Arabie saoudite et la Libye. Le sommet de Riyad entérina cette création, avec l'accord de Soleimane Frangié, président de la République libanaise, et de Yasser Arafat, chef de l'Organisation de libération de la Palestine. La première mission de cette force était le désarmement des milices libanaises et des organisations palestiniennes. 
Placées sous le commandement formel de la Ligue arabe, ces forces furent effectivement commandées par la Syrie, et rassemblèrent 30 000 hommes dont 25 000 Syriens. 
Au printemps 1979, la Ligue arabe prolongea le mandat des Forces arabes de dissuasion, mais les détachements libyens (dès 1976), saoudiens, émiratis et soudanais (en 1979) les quittèrent, ce qui renforça la présence syrienne, désormais composée de 40 000 hommes.
En juin 1983, un an après l'invasion et l'occupation d'une partie du Liban par Israël, le président Amine Gemayel ordonna la dissolution des Forces arabes de dissuasion.